# Arcoptilia gizan
Arcoptilia gizan är en fjärilsart som beskrevs av Ernst Arenberger 1985. Arcoptilia gizan ingår i släktet Arcoptilia och familjen fjädermott. Inga underarter finns listade i Catalogue of Life.